# Dentalium curtum
Dentalium curtum är en blötdjursart som beskrevs av Sowerby 1860. Dentalium curtum ingår i släktet Dentalium och familjen Dentaliidae. Inga underarter finns listade i Catalogue of Life.